# ドラゴンボールZIII 烈戦人造人間
『ドラゴンボールZIII 烈戦人造人間!!』（ドラゴンボールゼットスリー れっせんじんぞうにんげん）は、1992年8月7日にバンダイより発売されたファミリーコンピュータ用ロールプレイングゲーム。『ドラゴンボールZ』のファミコンゲーム作品第3弾。

## 概要
ゲーム本編はナメック星編終盤から人造人間編を題材としているが、当時は原作も人造人間編の途中であったため、ストーリーは未完のままエンディングを迎えている（ピッコロがセルを逃がしてしまう場面まで）。また、劇場版『ドラゴンボールZ とびっきりの最強対最強』に登場したクウラと、クウラ機甲戦隊（ネイズ、ドーレ、サウザー）の4人も登場。なお、前2作にはあった天下一武道会モードおよびスタッフロールは、本作では存在しない。
戦闘パートは前作より高速化しているほか、各キャラクターの必殺技には専用のグラフィックが入るなど演出が強化されている。また、本作よりBP表記は廃止され、戦闘補助を初めとするアイテム（お助けカード）は、仙豆など一部を除いて大幅に削減された。
発売された当初、パッケージと『週刊少年ジャンプ』1992年31号 - 38号のゲーム紹介コーナー「V-NET」に印刷されている応募券を葉書に貼り、エンディングに表示されるメッセージを書いて送ると、抽選で「オリジナル公式認定カード」が貰えるキャンペーンが行われた。『30th Anniversary ドラゴンボール超史集』に実物が掲載されている。

## ゲーム内容

### システム
移動
常に全員で行動（画面には、戦闘に参加するメンバー3人が表示される）。カードに書かれた星の数（1 - Z、Zは8）だけ進める。引いたカードの右下のマークによりイベントが起こり、回復や修行などがおこなえる。
修行
移動中または建物に入ることにより、メンバーの中から1人を選んで修行ができる。成功すると経験値が貰える。
戦闘（カードバトル）
今作では3Dと2Dバトルの2種類に分かれる。基本的に戦闘はカードで行われる星の数で（1 - Z）が攻撃力が決まる。敵に勝利すると経験値が貰え、一定の値になるとレベルアップ。またサイヤ人（悟空、悟飯、ベジータ、トランクス）は、戦闘中HPが1桁や戦闘不能になったときに仙豆などで一気に全回復すると、レベルアップする特性を持つ。
3Dバトル
戦闘に参加するメンバー3人と、控えているメンバーとで、敵との戦闘が展開される。引いたカードの右下のマークにより様々な効果が起こる。戦闘中に敵が放つ必殺技は、画面上のキャラクターに「!」マークが出ると同時に十字キーの上を押すことによって2分の1の確率で回避できるというテクニックがある（技の命中が確定のときは、双方のキャラクターのカットインが入る）が、ボス戦ではこれが不可。ランダムではね返したりはね返されることはある。またオートバトル時やサブメンバーは、ステータス画面でのオート設定によって「わざをつかうな」「よわいテキから」「とにかくオート」「おおわざでいけ」の4つの戦い方を選択できる。マップでの移動画面でスタートボタンとセレクトボタンを同時に押すと、常に2D戦闘にするか、あるいは3D戦闘にするか、といった選択も可能（ボスキャラクターとの戦闘は必ず3D戦闘になる）。
必殺技
カードに書かれている流派と、そのキャラクターの流派が一致したカードを選ぶと、KI（気）を消費して必殺技を出すことができる。KIを練ることで1ターン無防備状態となるが、次のターンでより強力な技を出すことができるようになる。
2Dバトル
戦闘に参加するメンバーのみで戦う簡略化されるバトル。主に（CPUが）弱いと判断した敵に対して展開される。
※フィールド移動中にスタートとセレクトボタンを押すことによって設定が可能。

### アイテム
仙豆
仙豆入手修行で貰える。一人のHPとKIを全快させ、戦闘不能となったキャラクターを復活させる効果も持つ。
ドラゴンレーダー
ドラゴンボールのありかを示す。
ドラゴンボール
7つ集めると神龍を呼び出せる。

#### イベントアイテム
ダイナマイト
岩を破壊したり、大きな音を立てたりする。
薬草
ある薬剤師が欲しがっている。
下剤
薬剤師に渡すと貰える。
未来の薬
悟空がトランクスからもらった心臓病の特効薬。

### カード特殊効果

#### 回復（ハートマーク）
移動・バトル中、回復効果を得られる。
ブルマ
1人のHPを少し回復させる。
亀仙人
1人のHPをかなり回復させる。
神様
1人のHPを完全に回復させる。
カリン様
1人のKIを完全に回復させる。
デンデ
1人のHP・BEを完全に回復させる。
神龍
戦闘不能者を復帰させる（HP・KIの完全回復までは行わない）。

#### バトル（パンチマーク）
戦闘中限定で、戦闘に関する効果を得られる。いずれもZ戦士を有利にするものである。
最長老
1ターンの間、全員の攻撃力が2倍になる。
ランチ
攻撃の命中率が100%になる。
じいちゃん
敵全員の動きを1ターン止める。

#### 移動（靴マーク）
移動中限定で、特殊効果が発生する。
牛魔王
5回の移動まで、敵と遭遇しなくなる。
ブリーフ博士
敵に遭うまで、1歩ごとに経験値が10ずつ入る。
ブルマの母
手持ちのカード全ての星の数が1ずつ減らされる。

#### カード（カードマーク）
移動・戦闘中の両方で、カードに変化が起こる。
ウーロン
次に補充されるカードが、手持ちのうちの選択したカードと同じになる。
プーアル
手持ちのカード全ての星の数が1増える。
エンマさま
手持ちのカード1枚の星の数をZにする。

#### 修行（鉄アレイマーク）
移動中限定で、キャラクターを1人選択し、修行を行う。
界王様
界王様の修行で、超高速で動くスロットマシーンの文字を止めてダジャレを完成させる。3回まで挑戦できる。
チチ
チチの修行で、提示されたカードの星の数と同じか、それよりも大きいカードを出す。続けるかどうかを聞かれる時点で中断可能。続けることで経験値は蓄積されていくが、途中で失敗するとすべてが無駄になる。
ミスターポポ
ミスターポポの修行で、制限時間内にポポの動きを補足するもので、ポポの動きに合わせて、タイミングよく十字キーを押す。仕損じなければ、そのぶん獲得できる経験値も高くなる。

#### ハプニング（!マーク）
移動・戦闘中の両方で、特殊効果が発生する。移動時限定、戦闘中限定、その両方で現れる効果に分かれる。
ポルンガ
戦闘復帰、完全回復、星をZにする、経験値を得る、から3回効果を選べる。移動中・戦闘中のどちらでも発生する。
ランチ（青髪）
戦闘中限定。ランチがピンチになり、彼女をかばうために1人が動けなくなる（無防備状態と化す）。通常の戦闘のほか、ボス戦でも出現する。
ヤジロベー
戦闘中限定。選択した標的を剣で攻撃する。そのターンの最初に必ず現れ、その標的の残りHPを全て減らし、一撃で倒してくれる。ボス戦で出現することはない。
占いババ
移動中限定。手持ちのカードを全て新しいカードに交換する。
フリーザ
移動中限定。フリーザの悪の気によって味方全員が一定数のダメージを受ける。
カメハウスが出ると、何も起こらない。なお、回復効果を得られるハートマークのカードのみ、カメハウスが出ることはない。

#### イベント限定で行われる修行
組み手修行
悟空、悟飯、ピッコロが行う修行。『ZIII』以外の同じ流派のカードのペアを作って、組み手する2人を選ぶ。ペアが作れなくなった時点で終了。行った回数に応じて経験値が貰える。
重力修行
ベジータが行う修行。カードを1 - 3回引いて、カードの星の数の合計を、重力側が出すカードよりも大きく、かつ16以下にする。出されるカードはすべてオートであり、失敗するとダメージを受ける。成功するごとに重力値が20ずつ増えていき、100倍をクリアするごとに経験値が貰える。最終目標は300倍をクリアすること。ベジータの体力が尽きると、修行は初めからやり直しとなる。
仙豆入手修行
仙豆の苗を、Aボタンを連打することで育てる。できあがった数の分だけ仙豆が入手できる。失敗しても、サービスで1個貰える。

## ストーリー
セーブポイントにより、ストーリーは6つに区切られる。
- ACT1 ボールをあつめろ
- ACT2 ベジータとうじょう
- ACT3 ベジータしゅつげき
- ACT4 ブルマきゅうしゅつ
- ACT5 クウラとうちゃく
- ACT6 じんぞうにんげん・・

## 登場キャラクター

### Z戦士
孫悟空（ゲーム中では『ゴクウ』と表記）
主人公。原作通りに心臓病で戦線を離脱してしまうが、クウラ戦にて特別な条件を満たせば、人造人間との戦いに参加できる。流派は「亀」「神」「界」。
必殺技（界王拳〈KIをねるの効果〉、エネルギー波、複数エネルギー波、かめはめ波、元気玉〈KIをねる時〉、超元気玉〈KIをねる時〉、超サイヤ人変身）
超サイヤ人孫悟空
超サイヤ人に変身した悟空。攻撃力が大きく上がる。
必殺技（エネルギー波、複数エネルギー波、スーパーかめはめ波〈KIをねる時〉）
孫悟飯（ゲーム中では『ゴハン』と表記）
悟空の息子。レベルがある程度まで上がると、HPがピッコロよりも高くなる。流派は「魔」「神」。
必殺技（エネルギー波、魔閃光〈KIをねる時〉）
ピッコロ
ナメック星人。悟飯の師匠。戦闘力は高い部類に入る。今作では神様と融合を果たし、その後セルと対決する。流派は「魔」「神」「界」。
必殺技（魔光砲、魔貫光殺砲〈KIをねる時〉）
クリリン
悟空の親友。控えているときに拡散エネルギー波で援護攻撃を決めることがある。流派は「亀」「神」。
必殺技（エネルギー波、かめはめ波、拡散エネルギー波〈KIをねる時〉、気円斬〈KIをねる時〉）
ヤムチャ
悟空の仲間。ブルマの元恋人。今回はクリリンより少しHPが高い。サブメンバーのときは戦闘中のメンバーの必殺技が回避されると、その直後に繰気弾を出して攻撃する。流派は「亀」「神」「界」。
必殺技（エネルギー波、かめはめ波、繰気弾〈KIをねる時〉）
天津飯（ゲーム中では『テンシンハン』と表記）
元鶴仙流の武道家。四身の拳が全体攻撃に変更され、サブメンバーのときはこの技で援護攻撃することがある。流派は「亀」「神」「界」。
必殺技（エネルギー波、四身の拳、気功砲〈KIをねる時〉）
餃子（ゲーム中では『チャオズ』と表記）
元鶴仙流の武道家。原作とは異なり、人造人間との戦いに参加する。超能力が全体効果となり、サブメンバーのときはこの技を敵に仕掛けることがある。流派は「亀」「神」「界」。
必殺技（エネルギー波、どどん波、超能力）
ベジータ
サイヤ人の王子。悟空のライバル。ピッコロや地球のZ戦士を上回る戦闘力を持つ。単独行動のとき以外はオート操作となる。流派は「惑」。
製作スタッフの意図により、単独行動以外はオート操作であるため、スタッフの1人である大久保悌伸はファンの子供から「ベジータを勝手に動かすのは止めて下さい」と言われたと話している。
必殺技（エネルギー波、ギャリック砲、ビッグバンアタック〈KIをねる時〉、超サイヤ人変身）
超サイヤ人ベジータ
超サイヤ人に変身したベジータ。戦闘力が上昇しているが、オート操作の関係上、1度しか見ることができない。
必殺技（エネルギー波、ギャリック砲、ビッグバンアタック〈KIをねる時〉）
超サイヤ人トランクス
未来から来たベジータの息子。パーティーに加わるのは、17号および18号との戦いのときである。オート操作となっており、プレイヤーは操作不可能。戦闘中は超サイヤ人状態であり、高い攻撃力を持つ。流派は「惑」。
必殺技はエネルギー波か、イベントで剣攻撃しか見ることができない。
必殺技（エネルギー波、複数エネルギー波、剣攻撃、バーニングアタック〈KIをねる時〉）

### 敵キャラクター（ザコ）
流派は「惑」に設定されている。
エイル
惑星戦士。グラフィックは地球に襲来した惑星戦士の一人。HPが敵の中で最も低い。
必殺技（エネルギー波）
登場:ACT1、2
フィッシ
惑星戦士。グラフィックは惑星フリーザ№79にいた惑星戦士の一人。中ボスとして登場することもある。
必殺技（エネルギー波）
登場:ACT1、2、4
カーマス
惑星戦士。ネイズ型。機甲戦隊型は、序盤の内はZ戦士たちよりもHPが高い。中ボスとして登場することもある。
必殺技（エネルギー波）
登場:ACT1、2、4
フレイン
惑星戦士。サウザー型。
必殺技（エネルギー波）
登場:ACT1、2、4
ソーイ
惑星戦士。ドーレ型。中ボスとして登場することもある。
必殺技（エネルギー波）
登場:ACT1、2、4
オクトー
惑星戦士。エイル型。
必殺技（エネルギー波）
登場:ACT3
サーモ
惑星戦士。フィッシ型。
必殺技（エネルギー波）
登場:ACT3
メーイ
惑星戦士。グラフィックは地球に襲来した惑星戦士の一人。
必殺技（エネルギー波）
登場:ACT3
イール
惑星戦士。エイル型。
必殺技（エネルギー波）
登場:ACT4
ジーア
惑星戦士。フィッシ型。
必殺技（エネルギー波）
登場:ACT4
キース
惑星戦士。メーイ型。イール、ジーア、キースの3人は、HP・攻撃力ともに強化されているが、防御力が低い。流派は「惑」。
必殺技（エネルギー波）
登場:ACT4
マイネー
惑星戦士。ネイズ型。中ボスとして登場することもある。
必殺技（エネルギー波）
登場:ACT3、5
リッパー
惑星戦士。ドーレ型。
必殺技（エネルギー波）
登場:ACT5
レータ
惑星戦士。サウザー型。悟飯の攻撃には対しては高い耐久力を持つが、悟空の攻撃には弱い。
必殺技（エネルギー波）
登場:ACT5

### 敵キャラクター（ボス）
フリーザ
前作での最終ボスで、悟空との対決から始まる。だが、超サイヤ人に変身した悟空の前では無力であり、攻撃を全て回避される。流派は「惑」。
必殺技（エネルギー波、超能力）
登場:ACT1
メカフリーザ
フリーザがサイボーグとして蘇った姿。原作と違い、悟空抜きのZ戦士と戦う。攻撃力をはじめ能力が強化されており、さらにはこちらの攻撃を一切受け付けない圧倒的な強さを見せる。流派は「惑」。
必殺技（エネルギー波、複数エネルギー波、超能力）
登場:ACT2
ネイズ
クウラ機甲戦隊隊員。ACT3のボス。ベジータと一騎討ちで戦う。流派は「惑」。
必殺技（エネルギー波、複数エネルギー波）
登場:ACT3
ドーレ
クウラ機甲戦隊隊員。ACT4のボス。クリリンたちと戦う。流派は「惑」。
登場:ACT4
必殺技（エネルギー波、複数エネルギー波）
サウザー
クウラ機甲戦隊隊長。ACT5の中ボスで、宇宙船にてクウラとともにZ戦士を待ち受ける。クウラ機甲戦隊の中では攻撃力・耐久力がもっとも高く、クウラに次ぐ強さを持つ。流派は「惑」。
必殺技（エネルギー波、複数エネルギー波、光線剣）
登場:ACT5
クウラ（変身前）
地球に襲来したフリーザの兄。サウザー撃破後に戦う。攻撃力・耐久力が高く、標的のHPを一撃で半分以上減らすほどの攻撃力を持つ。流派は「惑」。
必殺技（エネルギー波、複数エネルギー波、超能力）
登場:ACT5
クウラ（変身後）
一度敗れると変身する。変身前のクウラをさらに上回る攻撃力と耐久力を持ち、圧倒的な強さを持つ。流派は「惑」。
必殺技（エネルギー波、複数エネルギー波、超能力）
登場:ACT5
19号
エネルギー吸収式の人造人間。流派は「造」。以降のボスは勝っても負けてもストーリーが進む。
必殺技（エネルギー波、複数エネルギー波）
登場:ACT6
17号
人間ベースの人造人間。流派は「造」。
必殺技（エネルギー波、複数エネルギー波）
登場:ACT6
18号
人間ベースの女性型人造人間。17号と一緒に襲ってくる。流派は「造」。
必殺技（エネルギー波、複数エネルギー波）
登場:ACT6
16号
無から作り出された人造人間。条件次第で悟空との一騎討ちに突入する。流派は「造」。
必殺技（エネルギー波、複数エネルギー波）
登場:ACT6
セル
未来からやってきた、ドクターゲロのコンピュータが作り出した人造人間。神と融合したピッコロと一騎討ちになる。流派は「造」。
必殺技（エネルギー波）
登場:ACT6

## 評価
ファミリーコンピュータMagazineの読者投票による「ゲーム通信簿」での評価は以下の通りとなっており、30点満点中21.0点となっている。
| 項目 | キャラクタ | 音楽 | お買い得度 | 操作性 | 熱中度 | オリジナリティ | 総合 |
| 得点 | 3.9        | 3.3  | 3.1        | 3.5    | 3.7    | 3.4            | 21.0 |

## 前作・後編
- ドラゴンボールZ 強襲!サイヤ人（1990年10月27日発売）
- ドラゴンボールZII 激神フリーザ!!（1991年8月10日発売）
- ドラゴンボールZ外伝 サイヤ人絶滅計画（1993年8月6日発売）

## 関連書籍
- ジャンプ コミックス セレクション ファミコン奥義大全書 ドラゴンボールZIII 烈戦人造人間 - 集英社、1992年8月15日、ISBN 4-8342-1143-6

攻略本。基本操作や各ストーリー攻略（本誌ではストーリーをACTで区切っている）、またそのストーリーで登場するキャラクターの特徴なども解説されている。